# Achatz Ferdinand von der Asseburg

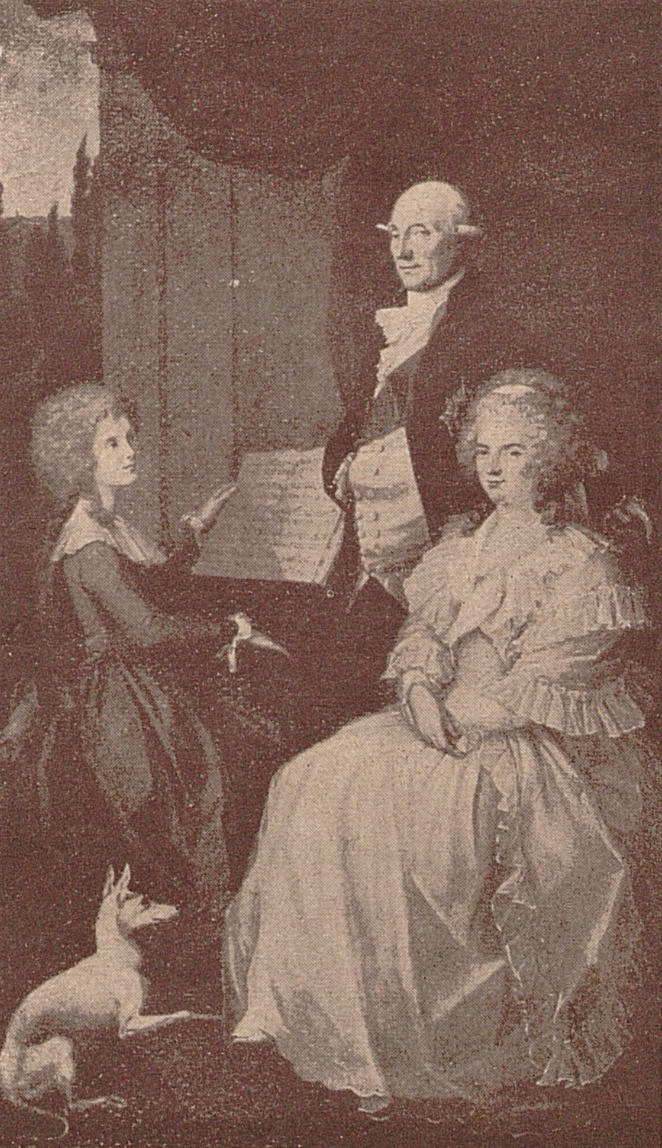
Achatz Ferdinand von der Asseburg

Freiherr Achatz Ferdinand von der Asseburg (* 20. Juli 1721 in Meisdorf; † 13. März 1797 in Braunschweig) war ein deutscher Diplomat.

## Leben
Er ist der Sohn des preußischen Kammerherrn und Besitzers von Meisdorf, Johann Ludwig von der Asseburg, und der Anna Maria geb. von der Schulenburg aus dem Hause Apenburg. Asseburg ließ 1769 das Schloss Meisdorf errichten und war Besitzer der Burg Falkenstein (Harz) im heutigen Sachsen-Anhalt. Er stand in Briefwechsel mit dem Dichter Friedrich Gottlieb Klopstock.
Die politische Laufbahn Asseburgs ist bislang nur wenig erforscht. Da er als Legationsrat und Kammerjunker am 31. Januar/11. Februar 1746 in Stockholm in den Dienst des Königs Friedrich von Schweden und Landgrafen von Hessen-Kassel getreten war, bekam er 1750 Ärger mit der preußischen Regierung des Fürstentums Halberstadt, denn König Friedrich II. hatte den Vasallen seines Landes verboten, in ausländische Dienste zu treten. In einem persönlichen Schreiben an den König von Preußen vom 15. Dezember 1750 bat Asseburg um eine Ausnahmegenehmigung. Friedrich antwortete am 22. Dezember 1750 von Berlin aus in einem persönlich unterzeichneten Schreiben, dass er „gedachte Action wieder Euch schlechterdings nicht aufheben kann, damit solches nicht von andern zur üblen Consequence gezogen werde.“ Dessen ungeachtet nahm Asseburg nach dem Tod König Friedrichs von Schweden am 27. Dezember 1751 in Kassel eine Stelle als Kammerherr bei dessen Bruder, dem jetzt auch regierenden Landgrafen Wilhelm von Hessen an. Später wurde er Kammerherr und Enroyé Extraordinaire am russisch-kaiserlichen Hof und wird als Ritter bezeichnet. Am 20. April 1767 wurde er in der Christiansburg in Kopenhagen zum Geheimen Rat des Königs Christian VII. von Dänemark und Norwegen ernannt.